# Pascal Gentil
Pascal Gentil (n. 15 mai 1973, Paris, Franța) este un actor ce a reprezentat Franța, medaliat olimpic. A participat la 2 ediții ale Jocurilor Olimpice (2000, 2004) în care a câștigat două medalii de bronz.